# František Graus
František Graus (14. prosince 1921 Brno – 1. května 1989 Basilej) byl česko-německý historik. Jeho práce byla jak tematicky, tak časově neobyčejně široká - kulturní, sociální a hospodářské dějiny, raný i pozdní středověk. Ve svých studiích mnohdy předjímal v budoucnosti populární historiografická témata. V druhé polovině 20. století patřil mezi nejvýznamnější české medievisty evropského formátu.

## Mládí
Graus pocházel z německy mluvící židovské rodiny, ale středoškolská studia absolvoval na brněnském židovském gymnáziu s vyučovacím jazykem českým. Jeho dospívání bylo poznamenáno sporem s matčiným novým partnerem, které u citlivého mladíka vyústilo ve vzdorovitý zájem o židovství, i když rodina aktivně nepraktikovala. V listopadu 1941 byl Graus převezen do Terezína. Zde byl díky svým rozsáhlým znalostem i jazykovému nadání přidělen do knihovny, kde měl za úkol katalogizovat zabavené hebrejské knihy. V Terezíně se také poprvé setkal s komunistickou ideologií a během krátké doby se stal jedním z předních členů tamější komunistické buňky. Na podzim 1944 byl deportován do vyhlazovacího tábora Birkenau, a odtud do pobočky Buchenwaldu, Taucha. Podařilo se mu přežít závěr války.

## 50. léta
Po studiu na Filosofické fakultě University Karlovy se František Graus stal pracovníkem Státního historického ústavu. Zkušenost holocaustu jej utvrdila v názoru, že jedině marxismus dokáže nastolit takový společenský řád, který jednou provždy odstraní nebezpečí podobné fašismu a nacismu. Na jedné straně tak byl mladý Graus neobyčejně inteligentním medievistou s obrovskou znalostí zahraniční literatury, díky které rozšiřoval rozhled české historiografie na širší oblast evropskou. Na straně druhé byl nesmiřitelným obhájcem ideologie, díky které své závěry mnohdy nadřazoval nad argumenty svých kolegů a odmítavě se – v rámci tehdejšího boje proti nacionalismu a „kosmopolitismu“ – stavěl vůči české předválečné historické škole. Známá je jeho přezíravá reakce na polemiky Václava Vojtíška týkající se prvního dílu Dějin venkovského lidu v Čechách. Jako mladý a nadaný komunista se Graus zakrátko spolu s Josefem Mackem stal vůdčím režimním medievistou – v letech 1953–1969 byl vedoucím oddělení starších světových dějin Historického ústavu Československé akademie věd a v letech 1953–1969 zastával místo šéfredaktora Československého časopisu historického.

## 60. léta
Od počátku 60. let revidoval František Graus jak své dřívější vědecké názory, tak své chování vůči vědecké veřejnosti. Jako jeden z nemnoha tehdejších historiků se tak dokázal novými studiemi vyrovnat s vlastními odbornými pochybeními. Revize byla nejvíce znatelná v traktování krize 14. století. Graus si začal pokládat zásadní vědecké otázky ze změněných pozic (mj. pojem feudalismus nahradil pojmem středověk). V jeho bibliografii se čím dál tím více objevovaly cizojazyčné práce a jeho odborná pozornost se obracela směrem na západ. Vynikajícím počinem z roku 1965 byla kniha Volk, Herrscher und Heiliger im Reich der Merowinger. Jednalo se o rozsáhlou studii k sociálním dějinám vystavěnou převážně na hagiografických textech, které objevovala jako prvořadě důležitý historický pramen. Mnozí medievisté tuto monografii považují za jednu z nejinovativnějších a nejdůležitějších oborových prací druhé poloviny 20. století. Kolem sebe Graus soustřeďoval kruh vesměs mladších historiků (mezi jeho nejznámější žáky patřil např. Dušan Třeštík), se kterými v roce 1968 vydal sborník Naše živá i mrtvá minulost. Především úvodní eponymní esej z pera Františka Grause vzbudila velký ohlas. Vyzýval zde s sebereflexi současných postojů českých historiků:
"Historikové se budou muset vzdát představy o výsadním postavení historie ve společenských vědách a při plném vědomí nutnosti a nezbytnosti historického aspektu pochopit, že jde přece jen pouze o jeden z aspektů současnosti."
Vytýkal a vysvětloval konkrétní chyby:
"Není ošidnějšího postupu než minulost přibarvovat, zamlčovat chyby a nedostatky, protože tato zastírání brání v poznání vlastních nedostatků a chyb, brání v jejich překonání. Dokud si neuvědomíme, že i roduvěrní Češi se v minulosti chovali leckdy s neslýchanou krutostí, zvůlí a surovostí, dokud nepochopíme, že do českých dějin nepatří jen hrdý odboj, ale i zbabělá kolaborace morální i fyzická, ba i přímá zrada – zkrátka dokud nepoznáme, že české dějiny netvoří žádnou světlou výjimku v moři běd postihujících lidstvo, budeme vlastní minulost neustále přibarvovat a zkreslovat."

Roku 1967 získal František Graus profesuru a stal se vedoucím katedry československých dějin při FFUK.

## 70. a 80. léta
Po vpádu armád Varšavské smlouvy odešel František Graus do Německé spolkové republiky. Po krátkém pobytu jako hostující profesor v Kostnici získal místo na universitě v hesenském Giessenu. Roku 1972 se stal profesorem středověkých dějin ve švýcarské Basileji, kde setrval až do své smrti. V zahraničí se mohl Graus naplno věnovat své práci. Jeho široce rozvržený medievistický výzkum byl – v organické návaznosti na jeho závěry z 60. let – prohlouben o studium teorie soudobé historiografie. Tuto fázi Grausova vědeckého působení "charakterizuje postupné odpoutání od strukturalismu ve prospěch empirického poznání dějinných procesů prostřednictvím komparativních analýz prameny doložených trendů a jevů." Jeho sociálně a kulturně-historické práce byly alternativou k starší německé škole právně-politických dějin středověku. Pro českou historiografii byly a jsou jeho studie důležité, neboť často vycházel z bohemikálních pramenů a díky své zkušenosti a postoji mimo probíhající normalizaci dokázal svobodněji nahlížet otázky českého středověku. Budoucnost bádání předjímala práce Lebendige Vergangenheit. Überlieferung im Mittelalter und in den Vorstellungen vom Mittelalter, která pojednávala funkci historické tradice v procesu vytváření novověkých národů. Později věnoval Graus tomuto tématu ještě knihu Die Nationenbildung der Westslawen im Mittelalter, kde se zabýval širším okruhem středověkých západních Slovanů. Kromě toho redigoval sborníky a edice, spolupořádal konference, byl autorem mnoha encyklopedických hesel a po dobu svého zahraničního působení více než šedesáti odborných statí. Graus se stal záhy členem Kostnického pracovního kruhu pro středověké dějiny (Konstanzer Arbeitskreis für mittelalterliche Geschichte). Byl také jedním z redaktorů Historische Zeitschrift – západoněmecké obdoby Československého časopisu historického. Takto významnou pozici v Německu dodnes nezískal žádný český historik. Ve své poslední knize Pest – Geißler – Judenmorde Das 14. Jahrhundert als Krisenzeit, která vyvolala nadšené recenze, úročil František Graus všechny své dlouhodobé vědecké zájmy. Knihu opřel o početný a různorodý pramenný materiál, ale také o současné vědecké teorie (reaguje na zhuštěný popis Clifforda Geertze, využíval historického bádání o konfliktech, etc.). Pozdní středověk definoval jako dobu trvalého nepokoje, ale ten nerozkryl jako jednotnou a nucenou vývojovou tendenci, ale jako „mnohost různě se asociujících vztahových svazků, které se protínají a vzájemně prostupují, budují schémata a struktury, z čehož pak vyplývá mnohost možností.“

Do sborníku Spannungen und Widersprüche, který vyšel roku 1992 k uctění památky Františka Grause, přispěli vedle řady významných medievistů také Josef Macek a Jacques Le Goff.